# Monte Russu
Monte Russu este o arie protejată (arie specială de conservare — SAC, sit de importanță comunitară — SCI) din Italia întinsă pe o suprafață de 1.989 ha, din care 34 % marine.

## Localizare
Centrul sitului Monte Russu este situat la coordonatele 41°08′49″N 9°07′29″E / 41.146944°N 9.124722°E.

## Înființare
Situl Monte Russu a fost declarat sit de importanță comunitară în septembrie 1995 pentru a proteja 3 specii de plante și 27 de specii de animale. Situl a fost protejat și ca arie specială de conservare în aprilie 2017.

## Biodiversitate
Situată în ecoregiunea mediteraneană, aria protejată conține 21 de habitate naturale: Faleze cu vegetație de Limonium spp. endemic de pe coastele mediteraneene, Dune cu tufărișuri sclerofile Cisto-Lavenduletalia, Râuri mediteraneene cu debit intermitent, cu specii de Paspalo-Agrostidion, Dune de pe litoral fixate cu Crucianellion maritimae, Bancuri de nisip acoperite în permanență slab de apă marină, Phrygana din Mediterana de Vest de pe vârfurile falezelor (Astragalo-Plantaginetum subulatae), Formațiuni scunde de Euphorbia în apropierea falezelor, Matorral arborescenți cu Juniperus spp., Galerii și tufărișuri riverane sudice (Nerio-Tamaricetea și Securinegion tinctoriae), Dune cu vegetație ierboasă Malcolmietalia, Vegetație anuală la limita mareei, Phrygana endemică cu Euphorbio-Verbascion, Pseudostepă cu ierburi și specii anuale de Thero-Brachypodietea, Dune de coastă cu Juniperus spp., Tufărișuri termo-mediteraneene și de pre-deșert, Golfuri mici largi și golfuri puțin adânci, Dune cu vegetație ierboasă Brachypodietalia cu specii anuale, Recifuri, Dune împădurite cu Pinus pinea și/sau Pinus pinaster, Păduri de Olea și Ceratonia, Straturi cu Posidonia (Posidonion oceanicae).
La baza desemnării sitului se află mai multe specii protejate:
- plante (3): Anchusa crispa, Linaria flava, Silene velutina
- păsări (20): pescăruș albastru (Alcedo atthis), Alectoris barbara, pasărea ogorului (Burhinus oedicnemus), Calonectris diomedea, caprimulg (Caprimulgus europaeus), prundăraș de sărătură (Charadrius alexandrinus), erete de stuf (Circus aeruginosus), egretă mică (Egretta garzetta), Falco naumanni, șoim călător (Falco peregrinus), piciorong (Himantopus himantopus), sfrâncioc roșiatic (Lanius collurio), Larus audouinii, vultur pescar (Pandion haliaetus), Phalacrocorax aristotelis desmarestii, chiră de baltă (Sterna hirundo), chiră mică (Sternula albifrons), Sylvia sarda, silvie de tufiș (Sylvia undata), chiră de mare (Thalasseus sandvicensis)
- amfibieni (1): Discoglossus sardus
- mamifere (1): delfin mare (Tursiops truncatus)
- nevertebrate (1): Papilio hospiton
- reptile (4): Caretta caretta, țestoasa de baltă (Emys orbicularis), Euleptes europaea, Testudo marginata

Pe lângă speciile protejate, pe teritoriul sitului au mai fost identificate 20 de specii de plante, 56 de specii de păsări, 2 specii de amfibieni, 7 specii de mamifere, 4 specii de nevertebrate, 1 specie de pești, 9 specii de reptile.